# Phyllodactylus delcampoi
Phyllodactylus delcampoi (листопалий гекон дель Кампо) — вид геконоподібних ящірок родини Phyllodactylidae. Ендемік Мексики. Названий на честь мексиканського герпетолога Рафаеля Мартіна дель Кампо (1910–1987).

## Поширення і екологія
Phyllodactylus delcampoi поширені в штаті Герреро на південному заході Мексики, поблизу міста Тьєрра-Колорада. Вони живуть серед скельних виступів в сухих широколистяних тропічних лісах. Зустрічаються на висоті від 1000 до 1200 м над рівнем моря. Ведуть нічний спосіб життя.